# Carex subinclinata
Carex subinclinata är en halvgräsart som beskrevs av Tetsuo Michael Koyama. Carex subinclinata ingår i släktet starrar, och familjen halvgräs. Inga underarter finns listade i Catalogue of Life.